# Asplenium salignum
Asplenium salignum är en svartbräkenväxtart som beskrevs av Bl. Asplenium salignum ingår i släktet Asplenium och familjen Aspleniaceae. Inga underarter finns listade.